# Pjatnizki-Chor

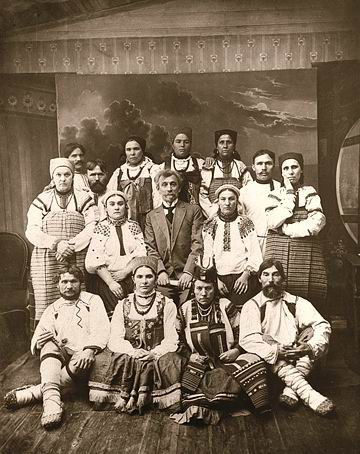
M. Je. Pjatnizki im Kreis von Bauern, aufgenommen zwischen 1900 und 1910

Der Pjatnizki-Chor (voller Name: russisch Государственный академический орденов Трудового Красного Знамени и Дружбы народов русский народный хор имени М. Е. Пятницкого, Staatlicher akademischer russischer Volkschor »M. Je. Pjatnitzki«, Träger des Rotbannerordens der Arbeit und des Völkerfreundschaftsordens) ist ein russisches Chor-, Instrumental- und Tanzensemble, das sich der russischen Volksmusik widmet.

## Geschichte
»Am Donnerstag, den 17. und Freitag, den 18. um 1 Uhr findet ein Konzert großrussischer Bauern statt, die eigens aus Woronesh, Rjasan und anderen Gouvernements eingeladen wurden. Programm: 1. Chorgesänge mit Begleitung auf alten Instrumenten - Gusli, Shalejka, Leier; 2. Bylinen und historische Lieder; 3. Klagelieder.« – So wurde der erste Auftritt des heute berühmten Ensembles in Moskau im Jahr 1911 auf Plakaten angekündigt.
Mitrofan Jefimowitsch Pjatnizki (Митрофа́н Ефи́мович Пя́тницкий, 1864–1927), ein Experte für Gesang und Sammler russischer Lieder, brachte als erster volkstümlichen Gesang auf eine professionelle Bühne und organisierte den ersten russischen Volksliedchor. Er reiste durch die Dörfer und Weiler Zentralrusslands und hörte Volkssängern zu. In seinem Archiv sind mehr 400 Lieder erhalten, die er auf Tonbänder aufgezeichnet hatte. Pjatnizki war von diesen Musikern so fasziniert, dass er davon träumte, russische Lieder in ihrer ursprünglichen Form, wie sie seit Jahrhunderten erklingen, auf der Konzertbühne darzubringen.
Der erste Auftritt seines Ensembles fand am 2. März 1911 auf der Bühne der Moskauer Adelsversammlung (im späteren Haus der Gewerkschaften) statt. Das Publikum wurde von singenden Bauern empfangen, die direkt vom Feld auf die Bühne geholt worden waren. Die ursprüngliche Besetzung bestand aus achtzehn Personen aus den drei zentralen Gouvernements von Russland. Bis in die frühen 1920er Jahre wurden die Sänger zu Konzerten nach Moskau eingeladen; nach dem Auftritt kehrten sie in ihre Dörfer zurück. Erst zehn Jahre später ließ sich Pjatnizki mit den Chormitgliedern in der Hauptstadt der Sowjetunion nieder und sie begannen, in fester Besetzung aufzutreten.
Nach dem Tod von Pjatnizki im Jahr 1927 übernahm Pjotr Michajlowitsch Kasmin (Пётр Михайлович Казьми́н, 1892–1964) – ein Neffe von Pjatnizki, Literaturwissenschaftler und Volkskundler – die Leitung des Chores.
Im Jahr 1931, nachdem Wladimir Grigorjewitsch Sacharow (Влади́мир Григо́рьевич Заха́ров, 1901–1956) – später Volkskünstler der UdSSR – zum Chor gekommen war, sang das Ensemble erstmals auch Autorenlieder (авторские песни) bzw. Massenlieder, in denen sich die Zeit der Kollektivierung und Industrialisierung widerspiegelten, darunter «Ой, туманы мои» (von Sacharow und Issakowski) und «Песня о России» (Sacharow).
Wjatscheslaw M. Molotow erinnerte sich später, dass die Lieder des Chores Josef Stalin gefielen.
Im Jahr 1936 erhielt der Chor den Status eines staatlichen Kollektivs. 1938 wurden im Rahmen des Ensembles zwei neue professionelle Gruppen gebildet: eine Tanzgruppe und ein Instrumentenensemble. Die Tänzerinnen und Tänzer wurden so wie die Sängerinnen und Sänger »aus dem Volk« ausgewählt – nicht aufgrund einer besonderen Ausbildung, die sie genossen hatten, sondern aufgrund ihrer Begabung. Gründerin und Leiterin der Tanzgruppe war sechzig Jahre Lang Tatjana Aleksejewna Ustinowa (Татья́на Алексе́евна Усти́нова, 1908/1909–1999), eine begabte Choreografin und Repetitorin, die mehr als 200 Tänze schuf und 1961 als Volkskünstlerin der UdSSR geehrt wurde. Das Orchester unter der Leitung von Wasili Wasiljewitsch Chwatow (Василий Васильевич Хва́тов, 1891–1975) wurde bald zu einem unnachahmlichen Ensemble aller gängigen Instrumente der Volksmusik.

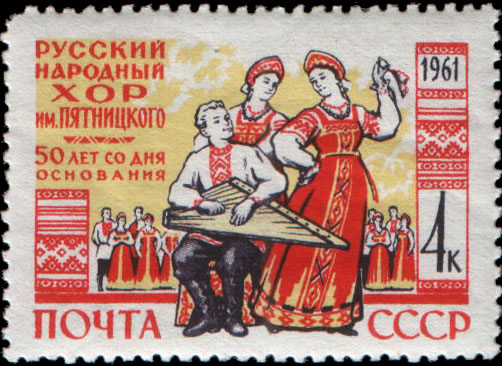
Sowjetische Briefmarke zum 50-jährigen Jubiläum des Chores im Jahr 1961

Im Jahr 1956 übernahm Marian Wiktorowitsch Kowal, ein sowjetischer Komponist und Volkskünstler der RSFSR, die Leitung des Chores. 1962 stieß der bekannte Komponist Walentin Sergejewitsch Lewaschow (Валенти́н Серге́евич Левашо́в, 1915–1994) zm Chor; seine Lieder wurden Teil des Repertoires des Ensembles. Lewaschow bewog auch die Komponisten A. Nowikow, Wano Iljitsch Muradeli, Wassili Pawlowitsch Solowjow-Sedoi, Alexandra Nikolajewna Pachmutowa, Eduard Saweljewitsch Kolmanowski (Эдуа́рд Саве́льевич Колмано́вский, 1923–1994) und Serafim Sergejewitsch Tulikow (Серафи́м Серге́евич Ту́ликов, 1914–2004) zu einer aktiven Zusammenarbeit mit dem Chor. Das Repertoire wurde um ein neues Genre erweitert: nämlich großformatige, epische Gemälde des Volkslebens in einer Synthese aus Wort, Musik und Tanz, die einen breiten kulturellen und ethnografischen Querschnitt abbildeten. 1989 wurde Aleksandra Andrejewna Permjakowa (Александра Андреевна Пермякова; Volkskünstlerin Russlands, Trägerin des Preises der Regierung der Russischen Föderation und Professorin) Direktorin des Chores; 1995 übernahm sie auch die künstlerische Leitung.
Im Jahr 1968 wurde dem Chor die Bezeichnung »akademisch« verliehen.
Der Chor erzielt zahlreiche staatliche Auszeichnungen: den Orden des Roten Banners der Arbeit (1961), den Orden der Völkerfreundschaft (1986) und die Medaille »Patriot Russlands« der Regierung der Russischen Föderation (2007). 2001 wurde ein Stern mit dem Namen des Chores auf dem Platz der Sterne bzw. Walk of Stars (Пло́щадь Звёзд эстра́ды) in Moskau angebracht und er erhielt eine Belobigung vom Präsidenten der Russischen Föderation. 2009 erhielt der Chor die Auszeichnung »Nationaler Schatz« (Национальное достояние страны).

## Filmografie
- Песни родной стороны, 1953.
- Морозко, 1964 (deutsche Fassung: Abenteuer im Zauberwald).
- Огонь, вода и … медные трубы, 1968 (deutsche Fassung: Feuer, Wasser und Posaunen).
- Певучая Россия, 1986.